# 191 Kolga
Kolga /ˈkɒlɡə/ (định danh hành tinh vi hình: 191 Kolga) là một tiểu hành tinh lớn và hết sức tối, ở vành đai chính.
Ngày 30 tháng 9 năm 1878, nhà thiên văn học người Mỹ gốc Đức Christian H. F. Peters phát hiện tiểu hành tinh Kolga khi ông thực hiện quan sát tại Đài quan sát Litchfield thuộc Đại học Hamilton ở Clinton, New York, Hoa Kỳ và đặt tên nó theo tên Kolga, con gái của Ægir trong thần thoại Bắc Âu.